# Ramularia bartsiae
Ramularia bartsiae är en svampart som beskrevs av Johanson 1884. Ramularia bartsiae ingår i släktet Ramularia och familjen Mycosphaerellaceae.   Inga underarter finns listade i Catalogue of Life.